# Lula Bertoldi
Luisina "Lula" Bertoldi (Sunchales, Santa Fe; 28 de mayo de 1985) es una cantante y guitarrista de rock de Argentina. Es la vocalista y principal compositora de la banda de rock Eruca Sativa.

## Biografía

### Comienzos
Bertoldi nació en Sunchales, en la provincia de Santa Fe, en 1985. Su familia está conformada por sus padres y su hermana menor Marilina Bertoldi, quien también desarrolló una carrera como cantante. "Lula" comenzó a tocar la guitarra a los once años. Su padre la incitó a escuchar discos de rock de grupos como AC/DC, Patricio Rey y sus Redonditos de Ricota, Aerosmith y Green Day. A los 14 formó su primera banda, L-Mental, donde tocaba la guitarra y cantaba. El repertorio de la banda consistía en versiones de temas de Green Day, Nirvana y Aerosmith. 
En el 2000, fue invitada a formar parte de la banda La Morrison, con quienes salió de gira durante seis años y grabó el álbum Tangópolis, en 2001. Además participaron de varios concursos de bandas, como "El Nacional" de Much Music y el concurso de The Cavern Club.
En 2002 se muda a Córdoba para comenzar a estudiar la Licenciatura en Relaciones Internacionales (de la cual se graduó en 2009). En 2005 pasa a integrar la banda Lucila Cueva como guitarrista, donde comparte formación con Brenda Martin, quien sería posteriormente su compañera en Eruca Sativa. Con Lucila Cueva tocaron por gran parte de la provincia de Córdoba y grabaron un demo con cuatro canciones.
En 2006 abandonó La Morrison y Lucila Cueva y arma un nuevo proyecto de rock alternativo bajo el nombre de Power Pampa. Durante esa época también forma parte de Proyecto Aphostol, una banda de hard rock clásico. 
Durante el año 2007 participa de los shows de la banda cordobesa Tórax como plomo y luego como invitada en uno de los temas editados en el álbum debut de la banda. Esta banda estaba integrada por Brenda Martin (bajo), Gabriel Pedernera (batería), Andrés Arias (teclados) y Titi Rivarola (guitarra y voz). Ese mismo año Lula grabó como invitada en el disco de Enrico Barbizi y tocó en vivo con el Cuarteto Maravisha (Barbizi, Martin, Pedernera y Bertoldi).

### Eruca Sativa
A mediados de 2007 forma la banda Eruca Sativa junto a Brenda Martin y Gabriel Pedernera, con quienes ya había compartido otros proyectos anteriormente. A comienzos de 2008 graban su primer EP y apenas unos meses después su disco debut, que llevó el nombre de La carne. Este disco conforma la trilogía La Carne Es Blanco junto a los dos siguientes, que fueron editados en 2010 y 2012. El siguiente paso de la banda fue un disco electroacústico en vivo, Huellas Digitales, editado en 2014. En 2016 editan Barro y fauna, su cuarto disco de estudio. Han estado nominados a los Premios Gardel y Grammy Latino en diferentes oportunidades.

## Vida personal
Lula Bertoldi está casada con Nicolás Sorín, músico argentino que compone música para películas y lidera las bandas Octafonic y Sorin Octeto. Juntos son padres de Julián Sorín Bertoldi y Milo Sorín Bertoldi.

## Discografía

### Álbumes de estudio
- La carne (2008)
- Es (2010)
- Blanco (2012)
- Huellas Digitales (2014)
- Barro y fauna (2016)
- Seremos primavera (2019)
- A tres días de la tierra (2025)

### Colaboraciones
- Sleeping in My Car (cover de Roxette), de Cubica (2010)[2]
- Rock podrido, de Mastifal (2013)
- El origen de la luz, de Scarlight (2015)
- Juguemos en el bosque, de Viejos Komodines (2015)
- Electrocutar, de Astro Bonzo (2016)
- Full plaga, de Hibrida (2017)